# João Luís Cardoso
João Luís Serrão da Cunha Cardoso (n. 1956), é um arqueólogo português.
Professor Catedrático da área da História (Pré-História) da Universidade Aberta (Lisboa), aposentado em 2024.
Coordenou a Licenciatura em História e dois cursos, desde a sua criação na Universidade Aberta, o Mestrado em Estudos do Património desde 2006 a 2023 e o Doutoramento em História desde 2009 a 2023.
Nesta Universidade assumiu ainda os seguintes cargos:
- Presidência do Conselho Científico da Universidade de 2006 a 2015[1][2][3][4] e em 2019;[5]
- Presidência do Conselho de Avaliação dos Docentes (2017 a 2019);
- Presidência do Conselho Editorial (2016 a 2023);
- Vice-Reitor para a Investigação e Difusão do Conhecimento entre 2020[6] e 2022.[7]

## Formação académica
1992 - Doutoramento em Geologia (especialidade de Estratigrafia e Paleobiologia), pela Universidade NOVA de Lisboa / Faculdade de Ciências e Tecnologia, com a distinção máxima: Aprovado com Distinção e Louvor por Unanimidade.
2000 - Agregação na área da História (especialidade Pré-História e História Antiga) pela Universidade Aberta, com a classificação de Aprovado, por Unanimidade do Júri.

## Biografia
Iniciou a sua actividade como arqueólogo em 1975.
Os trabalhos de campo e de gabinete, que continua a realizar, abarcam múltiplas etapas culturais, desde o Paleolítico Inferior à Idade Contemporânea, envolvendo o estudo de diversas estações arqueológicas, desde sítios habitacionais a necrópoles, da Baixa Estremadura em geral e particularmente da região de Oeiras, no sul da Beira Interior, no Alto Algarve Oriental e na Península de Setúbal, onde se destaca a região de Sesimbra.
Salientam-se ainda os seus estudos sobre as temáticas da História da Arqueologia e da Arqueologia Industrial.
Pratica e valoriza a investigação de carácter pluridisciplinar, incluindo o contributo das Ciências Naturais na Arqueologia, tendo sido o responsável pela introdução de novos domínios de investigação em Portugal, designadamente a Zooarqueologia, cujos primeiros doutoramentos em Portugal nesta área, foram por si orientados.
Estas actividades encontram-se traduzidas, até ao presente, em cerca de 950 publicações, de que é autor ou co-autor, incluindo livros, artigos científicos publicados em revistas da especialidade e capítulos de livros. É autor de cerca de 30 livros, onde pontuam duas sínteses da Pré-História de Portugal.

## Agremiações científicas e culturais
- Investigador-Coordenador convidado da Universidade do Algarve em 2025.

- Eleito Académico Correspondente estrangeiro da Real Academia de Doctores de España (Madrid)[13] em 2022.

- Sócio efectivo da Academia das Ciências de Lisboa desde 2022.[14]

- É Investigador Integrado, desde 2017, do Interdisciplinary Center for Archaeology and Evolution of Human Behaviour (ICArEHB).[15]

- Académico Correspondente estrangeiro do Instituto Arqueológico Alemão (Berlim) desde 2011.[16]

- Académico Correspondente estrangeiro da Real Academia de la Historia (Madrid) desde 2009.[17]

- Investigador do Centro de Arqueologia da Universidade de Lisboa (UNIARQ) desde 26 de fevereiro de 2007, tendo exercido o cargo de subdirector entre 2012 e 2016. Passou a Investigador Colaborador em 2016.[18]

- Na Sociedade de Geografia de Lisboa, exerceu o cargo de membro da Direcção e foi eleito, em 2023, como Vice-Presidente[19] cargo que presentemente exerce. Entre 2001 e 2011 assumiu a presidência da secção de Arqueologia, por si refundada.[20]

- É Académico de Número da Academia Portuguesa da História desde 2001. Nesta Academia foi sucessivamente eleito para diversos cargos no Conselho Académico: Vice-Secretário-Geral, 1.º Vogal, 2.º Vice-Presidente e 1.º Vice-Presidente.

- É coordenador do Centro de Estudos Arqueológicos do Concelho de Oeiras[21] (Câmara Municipal de Oeiras) desde a sua criação em Novembro de 1988.

## Distinções
- Prémio Octávio da Veiga Ferreira (2023)[22] da Academia Portuguesa da História;[23]
- Prémio Augusto Botelho da Costa Veiga (2022)[24] da Academia Portuguesa da História;[23]
- Prémio Augusto Botelho da Costa Veiga (2020)[25] [1] da Academia Portuguesa da História;[23]
- Prémio EMEL – História dos caminhos, percursos e mobilidade (2018)[26] da Academia Portuguesa da História;[23]
- Prémio Joaquim Veríssimo Serrão (2007)[27] da Academia Portuguesa da História;
- Prémio Pedro da Cunha Serra (2004)[28] da Academia Portuguesa da História;
- Prémio Aboim Sande Lemos (2002)[11] da Academia Portuguesa da História;
- Prémio Aboim Sande Lemos (2000)[29] da Academia Portuguesa da História;
- Prémio Possidónio Laranjo Coelho (1998)[30] da Academia Portuguesa da História;
- Medalha de Mérito Municipal – grau ouro – do Concelho de Oeiras que lhe foi atribuída em 1995;
- Prémio Professor Carlos Teixeira (1995) da Academia das Ciências de Lisboa, atribuído à sua Tese de Doutoramento.[31]